# استجابة اليقظة للكورتيزول

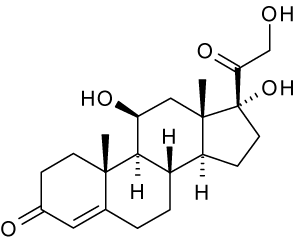

استجابة اليقظة للكورتيزول ، هي زيادة قدرها حوالي 50٪ في مستويات الكورتيزول التي تحدث في فترة 20-30 دقيقة بعد الاستيقاظ في الصباح عند بعض الناس. هذا الارتفاع مرتبط في ارتفاع الكورتيزول في وقت متأخر في الليل، الذي يحدث قبل الاستيقاظ. في حين أن الغرض منه غير مؤكد، قد يكون مرتبطا بقرن آمون «إعداد محور تحت المهاد -الغدة النخامية -الكظرية»، من أجل مواجهة الإجهاد المتوقع.

## الوصف
بعد فترة وجيزة من الاستيقاظ، يحدث ارتفاع حاد بنسبة 38-75٪ (متوسط 50٪) في مستوى الكورتيزول في الدم في حوالي 77٪  من الأشخاص الأصحاء من جميع الأعمار. ويبلغ متوسط مستوى الكورتيزول اللعابي عند الاستيقاظ حوالي 15 نانومول / لتر؛ بعد مرور 30 دقيقة قد يكون 23 نانومول / لتر، على الرغم من وجود اختلافات واسعة، تصل استجابة الصحوة بالكورتيزول إلى 30 دقيقة كحد أقصى بعد الاستيقاظ على الرغم من أنه قد لا يزال يزيد بنسبة 34٪ عن بعد ساعة من الاستيقاظ. نمط هذه الاستجابة للاستيقاظ هو مستقر نسبيا لأي فرد. تظهر الدراسات ان الوراثة مرتبطة بنسبة 0.40 لمتوسط زيادة الكورتيزول بعد الصحوة و 0.48 للمنطقة تحت منحنى ارتفاع الكورتيزول.
عادة، يحدث أعلى إفراز الكورتيزول في النصف الثاني من الليل مع ذروة إنتاج الكورتيزول التي تحدث في الصباح الباكر. بعد ذلك، تنخفض مستويات الكورتيزول طوال اليوم بأقل من مستوياتها خلال النصف الأول من الليل. استجابة الصحوة الكورتيزول مستقلة عن الاختلاف في الساعة البيولوجية لنشاط محور المهاد الغدة النخامية والكظرية. ويبدو أنها مرتبطة على وجه التحديد بحدث الاستيقاظ.
يوفر استجابة اليقظة للكورتيزول مقياسا سهلا لمعرفة قدرة التفاعل لمحور المهاد الغدة النخامية والكظرية.

## عوامل النوم
-الاستيقاظ في وقت مبكر من الصباح يزيد من الاستجابة.
- في العمل: الممرضين الذين يعملون في الصباح يتحول مع الاستيقاظ في وقت مبكر جدا (بين 4: 00-5: 30 صباحا) أي ان استجابة اليقظة للكورتيزول أكبر وأطول من الذي يعمل في وقت متأخر من اليوم (بين الساعة 6:00 حتي 9:00 صباحا) أو النوبة الليلية (بين الساعة 11:00 صباحا و 2 ظهرا). ومع ذلك، وجدت دراسة أخرى أن السبب في هذا يمكن أن يعزى إلى زيادة الضغط ونقص في نوعية النوم قبل العمل المبكر.
- القيلولة: لم يكن لدى الطلاب الذين يأخذون قيلولة من ساعة إلى ساعتين في الساعات الأولى من المساء (بين الساعة 6: 45-8: 30 مساء) استجابة للكورتيزول، مما يشير إلى أن استجابة اليقظة للكورتيزول تحدث فقط بعد النوم الليلي.
- الاستيقاظ في الضوء: استجابة اليقظة للكورتيزول أكبر عندما يستيقظ الناس في الضوء بدلا من الظلام.
- الضوضاء: لا يوجد ارتفاع في الكورتيزول بعد الليالي مع ضوضاء منخفضة مثل حركة المرور.
- المنبه مقابل الاستيقاظ التلقائي: لا يوجد فرق في الأيام التي استيقظ فيها الناس بشكل تلقائي أو استخدام المنبه.
- وجد أن الأسبرين يقلل الاستجابة لليقظة بالكورتيزول.

## العوامل الفردية
- تظهر أنواع استجابة اليقظة من الكورتيزول في الصباح  أكثر من في المساء.
- أولئك الذين يعانون من التعب يظهر هبوطا منخفضا لاستجابة اليقظة للكورتيزول.
- أما الذين يعانون من الألم، فإن الاستجابة تقل كلما زادت المعاناة من الألم.
- الحالة الاجتماعية والاقتصادية للشخص، ترتفع الاستجابة عندهم. وقد يرتبط ذلك بالمصاعب المادية التي تحدث مع وضع اجتماعي اقتصادي منخفض.

## الضغط العصبي
استجابة اليقظة للكورتيزول أكبر بالنسبة لتلك:
- الاستيقاظ إلى يوم عمل بالمقارنة مع الاستيقاظ في يوم عطلة نهاية الأسبوع الخالي من العمل.
- الاشخاص الذين يعانون من الإجهاد المزمن والقلق.
- في حالة الإجهاد الحاد في العمل.
- الاستجابة في الضغط الغير حاد، مثال ان الاشخاص  المشاركون في منافسة الرقص لديهم زيادة في استجابة اليقظة للكورتيزول في صباح يوم منافساتهم ولكن هذا الارتفاع لم يكن موجودا عند الاشخاص غير المشاركين.
- التعب بسبب الحرق: بعض الدراسات تجد استجابة متزايدة ، على الرغم من أن باحثين آخرين وجدوا انخفاضا أو استجابة طبيعية.

## علم الأعصاب
يتم تحرير الكورتيزول من الغدد الكظرية بعد التنشيط عن طريق إطلاق الهرمون الموجه للغدة الكظرية من الغدة النخامية. الإفراج عن هذا الهرمون خلق استجابة اليقظة للكورتيزول يتم تثبيطه بقوة بعد تناول جرعة منخفضة من ديكساميثازون. هذا هو جلايكورتيكود الاصطناعية وهذا التثبيط يسمح للكشف عن وجود ردود فعل سلبية من تداول الكورتيزول التي تسيطر على خلايا إفراز الهرمون الموجه للغدة الكظرية.
في محور الغدة النخامية-الغدة الكظرية ينظم إفراز الغدة النخامية من الهرمون الموجه للغدة الكظرية من قبل تحت المهاد. يحدث هذا من خلال إنتاج تحت المهاد لهذا الهرمون والإنتاج الذي يخضع لتأثير الساعة البيولوجية ودورة النهار / الليل. في استجابة اليقظة للكورتيزول، يتم التحكم في محور الغدة النخامية الغدة الكظرية من قبل الحُصين. على سبيل المثال، استجابة الصحوة الكورتيزول غائبة في أولئك الذين يعانون من الضرر في الحُصين الثنائي والأحادي الجانب  و من يعانون بضمور الحصُين. أولئك الذين يعانون من فقدان الذاكرة الحاد، نتيجة الأضرار المفترضة للفص الصدغي، أيضا ليس لديهم استجابة اليقظة للكورتيزول. أولئك الذين لديهم الحُصين أكبر، لديهم استجابة أكبر.
ومن المعقول أيضا أن الساعة البيولوجية الحساسة للضوء، تلعب دورا في تنظيم استجابة اليقظة للكورتيزول.

## الوظيفة
وظيفة استجابة اليقظة للكورتيزول غير معروفة ولكن اقترحت لربط هذه الوظيفة مع في ما يتعلق بالإجهاد.
- هنالك فرضية واحدة هي: «أن ارتفاع الكورتيزول بعد الاستيقاظ قد تصاحب تفعيل تمثيلات الذاكرة المحتملة في الاستيقاظ لتمكين الفرد من التوجه حول الذات في الزمان والمكان، فإن توقع هذه الاستجابات القادمة قد يكون ضروريا في تنظيمها نسبة الاستجابة لليقظة بفعل الكورتيزول ليوم معين. والحُصين هو، إلى جانب دورها الثابت في تعزيز الذاكرة على المدى الطويل، أيضا المشاركة في تشكيل بناء متماسك وتمثيل العالم الخارجي داخل الجهاز العصبي المركزي و معالجة المعلومات عن الوقت وعلاقات البيئة، مما يضع الحُصين في موقع مهم  لتنظيم استجابة اليقظة للكورتيزول» .